# Ubertini
La famiglia comitale degli Ubertini fu un'importante consorteria ghibellina toscana. 

## Storia
(Scipione Ammirato, Istorie Fiorentine, Libro VIII, 1641)

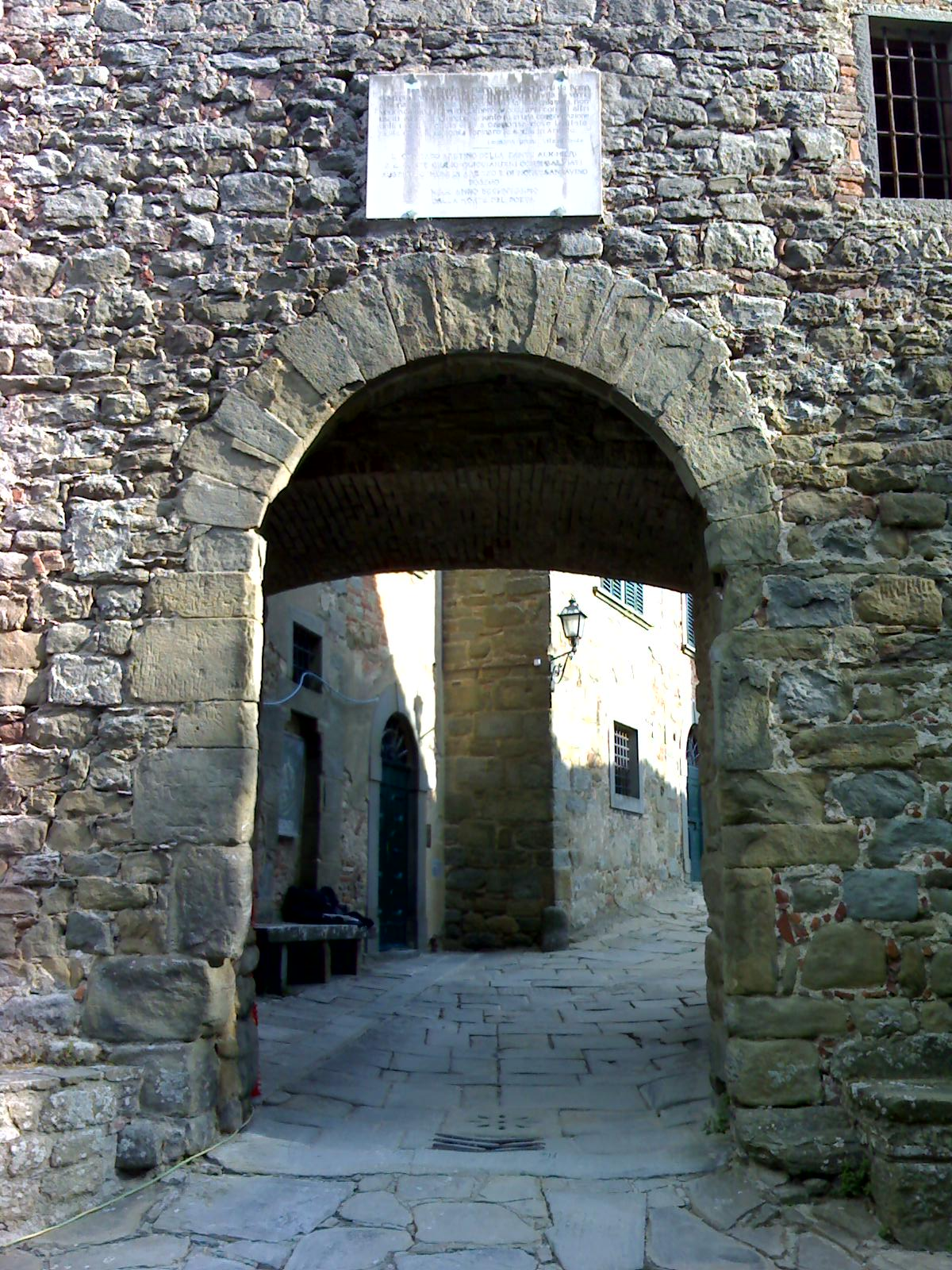
L'ingresso al castello di Gargonza

Il nucleo originario degli Ubertini faceva capo a un certo Uberto o Ubertino e ai suoi discendenti che erano originari del Casentino. Ma solo dopo il 1080 se ne hanno testimonianze certe. Cominciarono la loro ascesa come boni homines nella valle dell'Archiano e del Sova.
Poi, essendo vassalli del vescovo di Arezzo, andarono pian piano allargando la loro influenze fino ad ottenere metà della signoria sul castello di Montecchio Vesponi nel 1049 e il permesso di fondare quello di Ragginopoli, oggi nel territorio del comune di Poppi, nel 1081.
Sul finire dell'XI secolo costituirono una consorteria di parenti, affini, vassalli, clienti che dal 1223 permise loro di ampliare i propri domini ai castelli di Lierna (Poppi), Corezzo (Chiusi della Verna), Partina e Serravalle (Bibbiena) ed espandersi nell'aretino a Gargonza (Monte San Savino) e nel fiesolano acquisendo, tra gli altri, il dominio sul castello di Leona (Levane), su Gaville e Lucolena (Figline Valdarno). Fu allora che diventarono "gli Ubertini". Alla metà del XII secolo dominavano anche Montefatucchio (Chiusi della Verna), Gressa, Banzena, Marciano (Bibbiena), ma soprattutto Chitignano, sede del castello, di cui ottennero il titolo comitale.
Ma a differenza dei conti Guidi non crearono una vera e propria signoria territoriale nel Casentino e quando si inurbarono sia in Arezzo sia in Firenze si concentrarono talmente sulla vita politica cittadina da non occuparsi di organizzare i propri possedimenti in una struttura politica compatta ed omogenea. D'altra parte non erano neppure una famiglia in senso stretto ma una vera e propria gens di parenti affiliati tra loro da intricati legami familiari e dunque senza un ramo principale e un capo famiglia carismatico. Una contingenza che si rivelò fatale quando nel 1280, per il rovescio delle fortune ghibelline, furono espulsi da Firenze e vennero successivamente sconfitti a Campaldino. Persero via via i loro castelli e domini o per manu militari dei Guidi o dei fiorentini e solo in pochi casi riuscirono a vendere qualche loro feudo alla repubblica di Firenze. Durante il Trecento alcuni membri della casata si distinsero come condottieri al servizio dei Visconti.
La contea di Chitignano (15 km², comprensiva anche dei borghi di Rosina e Taena) fu annessa nel 1779 al Granducato di Toscana, in seguito all'abolizione dei diritti feudali. L'ultimo signore fu Antonio Maria Ubertini.